# Château de Caumont
Le château de Caumont est un monument de la Renaissance française situé sur la commune de Cazaux-Savès, dans le département du Gers, en France.
Cet édifice est classé au titre des monuments historiques.

## Situation
Le château de Caumont est situé à 12 km au sud-ouest de l'Isle-Jourdain par la D 634 et la D 610 et à 7 km au nord de Samatan par la D 39.

## Description
Son site et sa silhouette lui ont valu les surnoms de « château de la Loire en Gascogne toulousaine », de « château de la Belle au bois dormant en bord de Save » et de « château des légendes »[réf. nécessaire].
Le château est composé de deux corps. À l'entrée, la partie la plus ancienne, d'une architecture plus typiquement médiévale, date du XVe siècle. Elle est ce qui demeure du château fort d'origine. Le bâtiment carré qu'elle protège, plus tardif, est de style Renaissance.
Son impressionnant volume de brique rouge et ses hautes toitures d'ardoise émergeant sur la hauteur d'une luxuriante futaie justifient bien ces surnoms. Il est entouré d'un parc de 50 hectares.

## Histoire
Le territoire sur lequel fut construite une première fortification au XIIe siècle se situait à la frontière du comté de Comminges et du comté de l'Isle-Jourdain.
Le château de Caumont est construit sur les vestiges d'un château fort ayant appartenu à Gaston Fébus.
La seigneurie entre dans la maison de Nogaret de La Valette par le mariage, le 21 avril 1521, de Marguerite de l'Isle, dame de Cazaux et de Caumont, avec Pierre de Nogaret, seigneur de La Valette,. Cette famille deviendra illustre dans les générations suivantes.
La tradition attribue à ce dernier la réédification du château actuel de 1525 à 1535, faisant du Toulousain Nicolas Bachelier l'architecte du château. Cette datation pose cependant question, et la date de 1535 figurant au pied du grand escalier (pratiquement effacée) et sur une arcade de la cour (qui daterait d'une réfection du XIXe siècle) est sujette à interrogation. Si la présence de joints vernissés dans l'escalier d'honneur et le caractère défensif des quatre pavillons d'angle peut évoquer la première moitié du XVIe siècle, stylistiquement le château paraît dater de la seconde moitié du XVIe siècle et pourrait plutôt être l'œuvre de Dominique Bachelier, fils de Nicolas.
Un autre membre de la famille, Jean-Louis, duc d'Épernon est né au château de Caumont. Il fut l'un des favoris du roi Henri III, duc et pair, amiral de France et compagnon du roi Henri IV auprès duquel il se trouvait lors de son assassinat par Ravaillac en 1610. Ambitieux, plusieurs fois disgracié et revenu en grâce, il vécut 88 ans, jusqu'à la fin du règne de Louis XIII ayant été le maître d'un cinquième de la France en tant que gouverneur de la Provence, de la Normandie, de l'Angoumois, de l'Aunis, de la Saintonge et de la Guyenne.
Cette illustre famille fut aussi responsable de l'édification du château de Cadillac aux portes de Bordeaux , sur les plans de Caumont.
Une partie du château date du XVIe siècle. On y accède par une vaste esplanade de 62 ares aboutissant à une basse-cour avec un long bâtiment très remanié qui abrite les écuries.
Le château déploie trois grandes ailes ouvertes sur une cour intérieure bornée par deux tourelles hexagonales à toitures en bulbes. Quatre pavillons de plan losangé à hauts toits à quatre eaux, couverts d'ardoise flanquent les angles. Les élévations extérieures sont assez austères et trahissent encore une préoccupation défensive.
Deux vastes étages de sous-sols voûtés marqués de nombreuses pièces à usage défini témoignent encore de l'activité importante du château qui employait de nombreux domestiques jusqu'au milieu du XXe siècle.
Les façades sur cour sont très harmonieuses. Elles alternent pierre et brique. Sur les façades ouest et sud : croisées et demi-croisées surmontées d'oculi. Au sud, une coursière (une galerie extérieure) repose sur de robustes consoles sculptées, comme dans certains hôtels particuliers toulousains (hôtel de Bernuy, hôtel d'Assézat). Depuis cette coursière, il est possible d'admirer le parc et ses cèdres du Liban. Il est possible, ensuite de rejoindre la cour d'honneur du château par un escalier en vis du XVIe siècle.
En 1658, un incendie détruisit l'aile sud qui fut alors reconstruite dans un même esprit mais dans un style classique plus affirmé : bossage, travées rythmiques...
Au début du XIXe siècle, James de Mac-Mahon et son épouse Pauline de Percin Montgaillard La Valette, firent installer un décor de style troubadour pour les salles du rez-de-chaussée. C'est un exemple unique de ce style en Gascogne.
En 1839, Armand de Castelbajac (1787-1864) marié en premières noces à Caroline de Mac-Mahon et en secondes noces à Sophie de La Rochefoucauld, devint propriétaire du château par donation de sa première belle-mère Pauline de Percin-Montgaillard. À la fin du XIXe siècle, son fils, Gaston de Castelbajac restaura le corps de logis principal tel qu'il avait dû exister lors de la création du château et fit remplacer le toit de tuiles par des ardoises, matériau peu usité dans la région. Un tableau en pierre gravé en 1901 porte la mémoire de ces travaux, auxquels est associée sa femme Apollonie de Valon.
En 1980, Jean de Castelbajac et sa femme Michèle rachètent le château à une autre branche de la famille. Ils entreprennent de le restaurer et ouvrent les lieux au public pour des visites et événements. 
En novembre 2014, trois mois après le décès de son mari, Michèle de Castelbajac est tuée dans son château par un déséquilibré qui s'y était introduit par effraction,.
Le château est à ce jour propriété de Ghislain et Mathilde de Castelbajac.

## Parc
Le parc de Caumont abrite plusieurs arbres remarquables, en particulier un chêne âgé d'environ 450 ans (à droite, en montant l'allée d'accès).
Dans la première moitié du XIXe siècle, la partie proche du château bénéficie d'importants aménagements. Sur environ dix hectares, la marquise de Castelbajac, née Sophie de La Rochefoucauld, fait alors planter quantité d'essences nouvelles pour l'époque, notamment des Cedrus libani, micocouliers, arbres de Judée, variétés de Sophora et palmiers. Un ingénieux système d'irrigation souterrain, avec citernes, norias et canalisations, est construit (détruit dans les années 1960). Une glacière de briques roses, édifiée vers 1850, permet de conserver la glace pour les habitants du château : ce petit bâtiment, restauré en 1995, fait aujourd'hui partie du circuit de visite.
Ce parc s'intègre à la manifestation Rendez-vous aux jardins organisée chaque année depuis 2003 par le ministère de la Culture.

## Galerie de photos

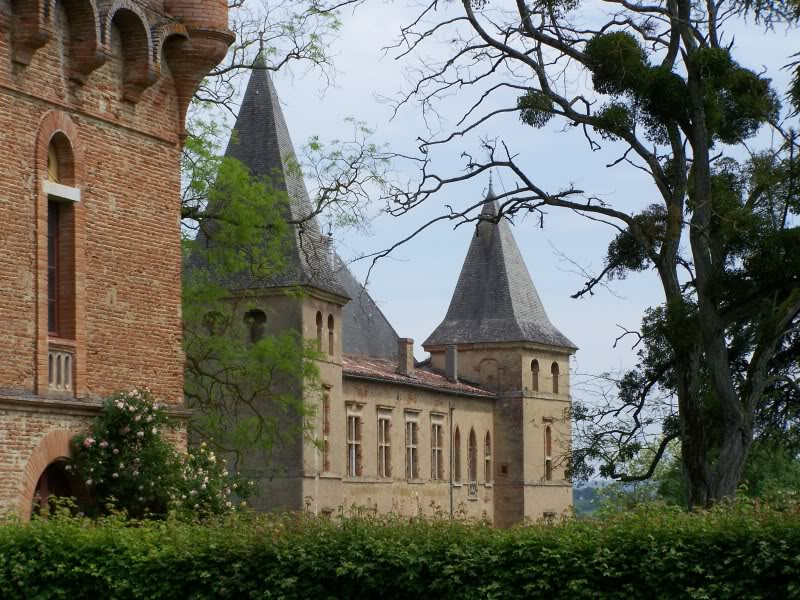
Les deux parties du château, vues du côté sud.
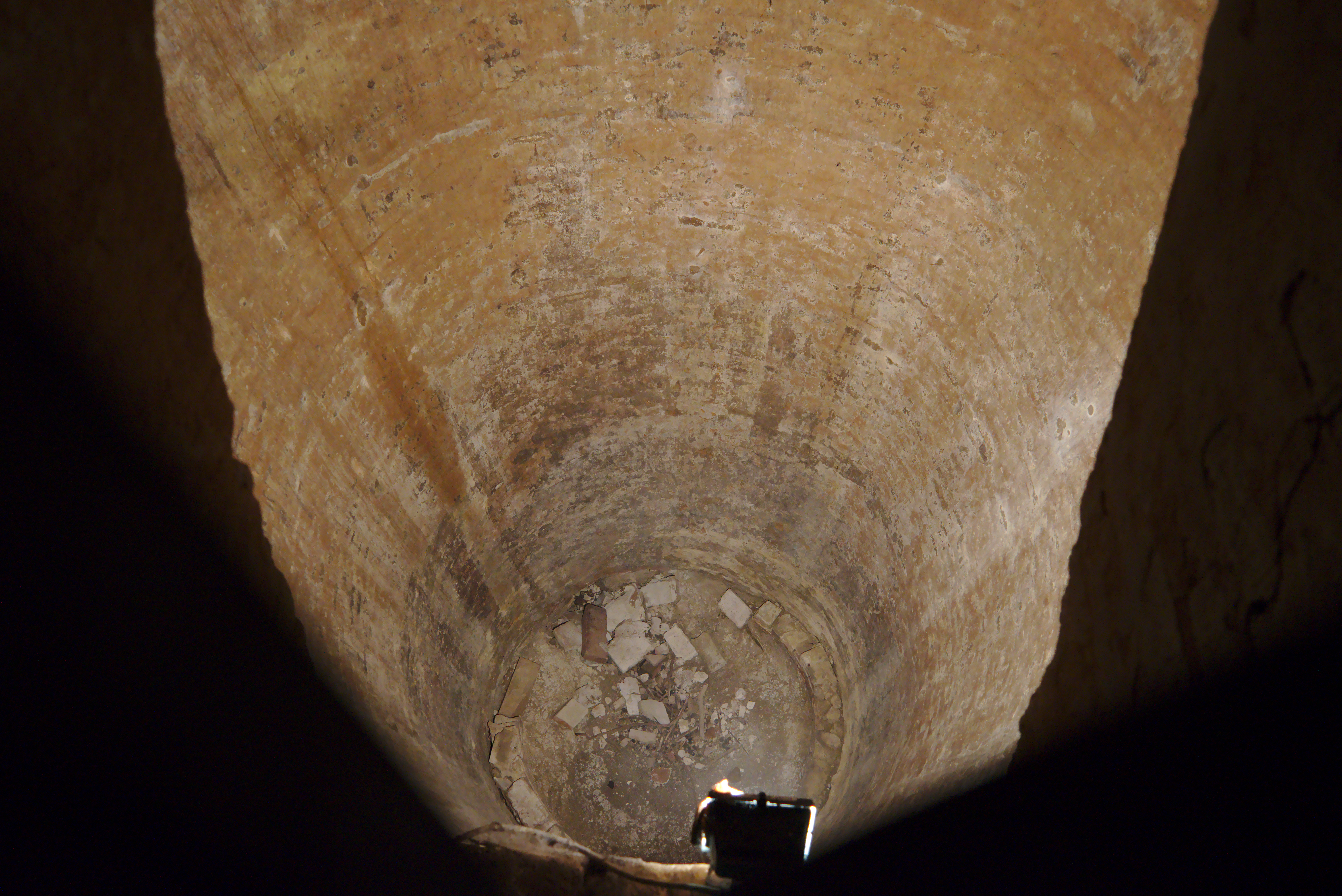
La glacière en briques.
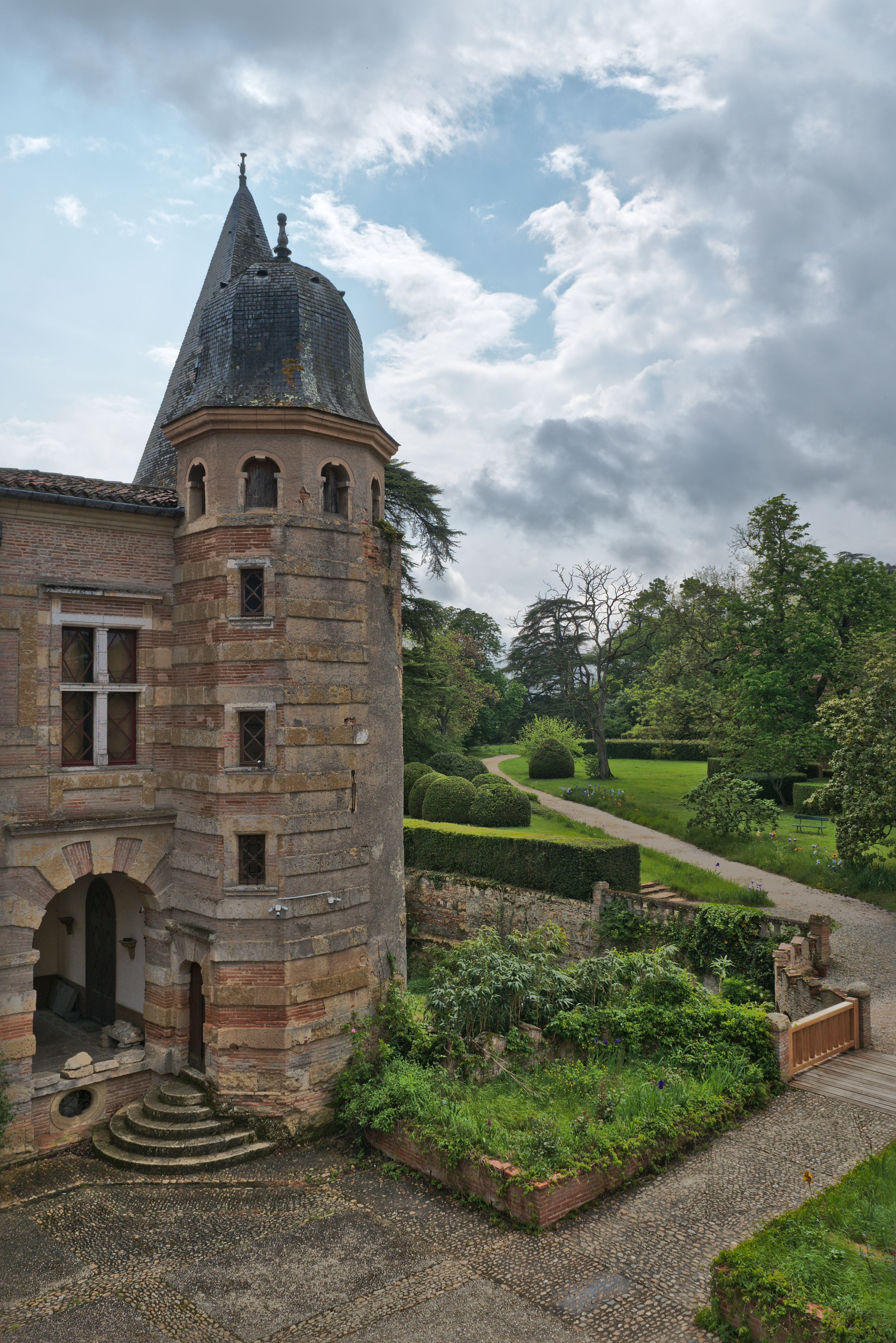
Le château et une partie du jardin.
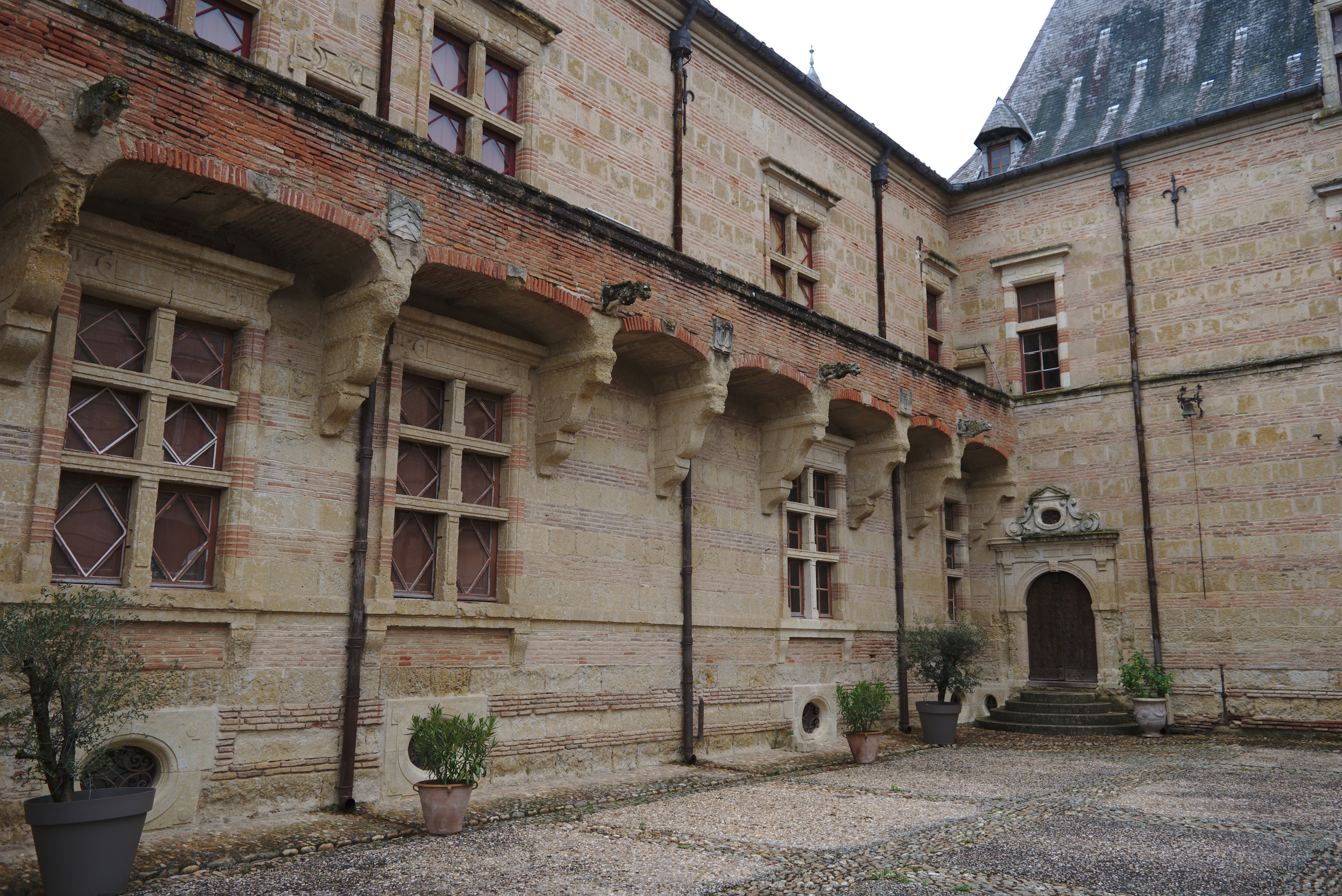
La coursière sur cour.
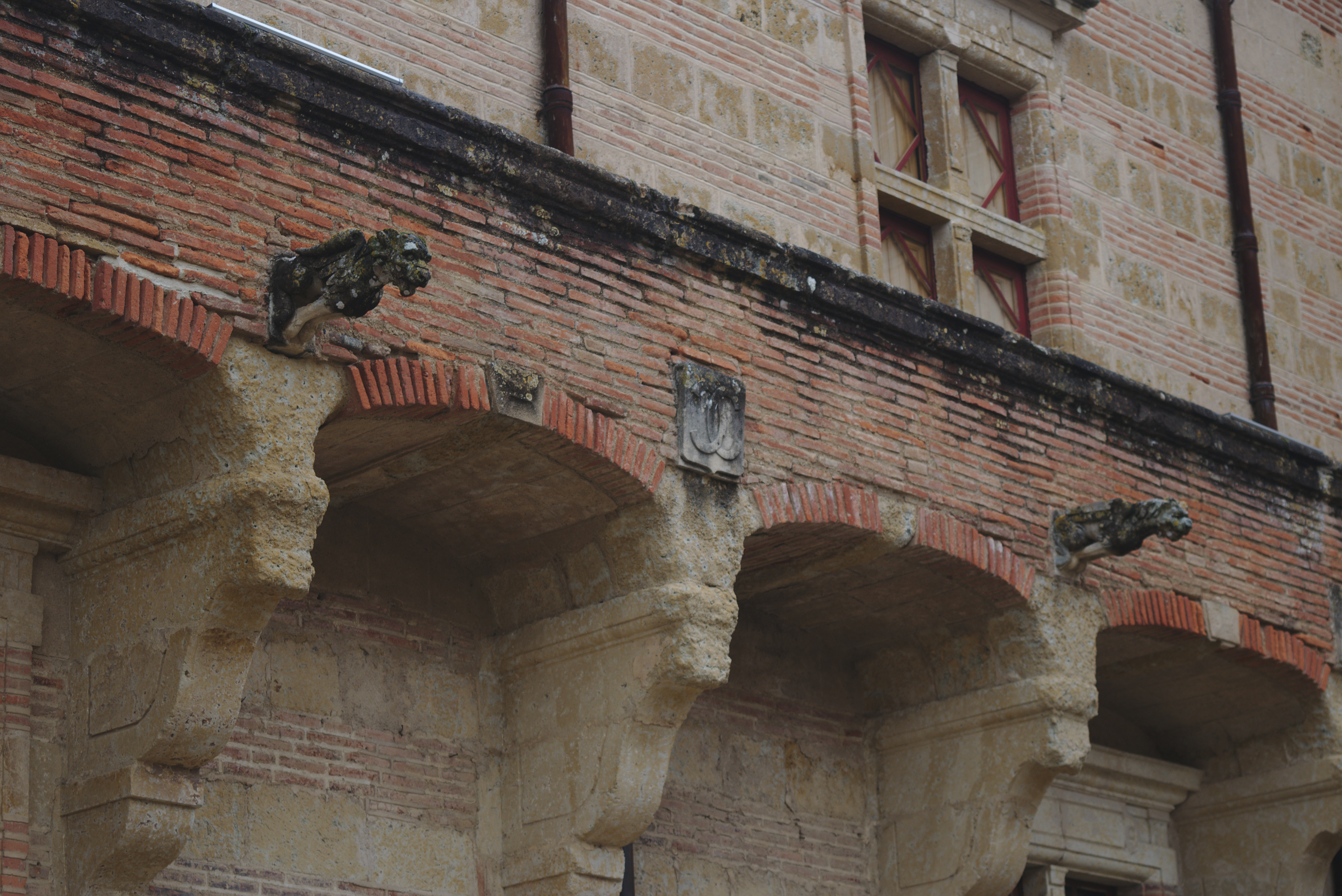
La coursière présente des similarités avec celles édifiées par Dominique Bachelier à l'hôtel d'Assézat et au château de Laréole.
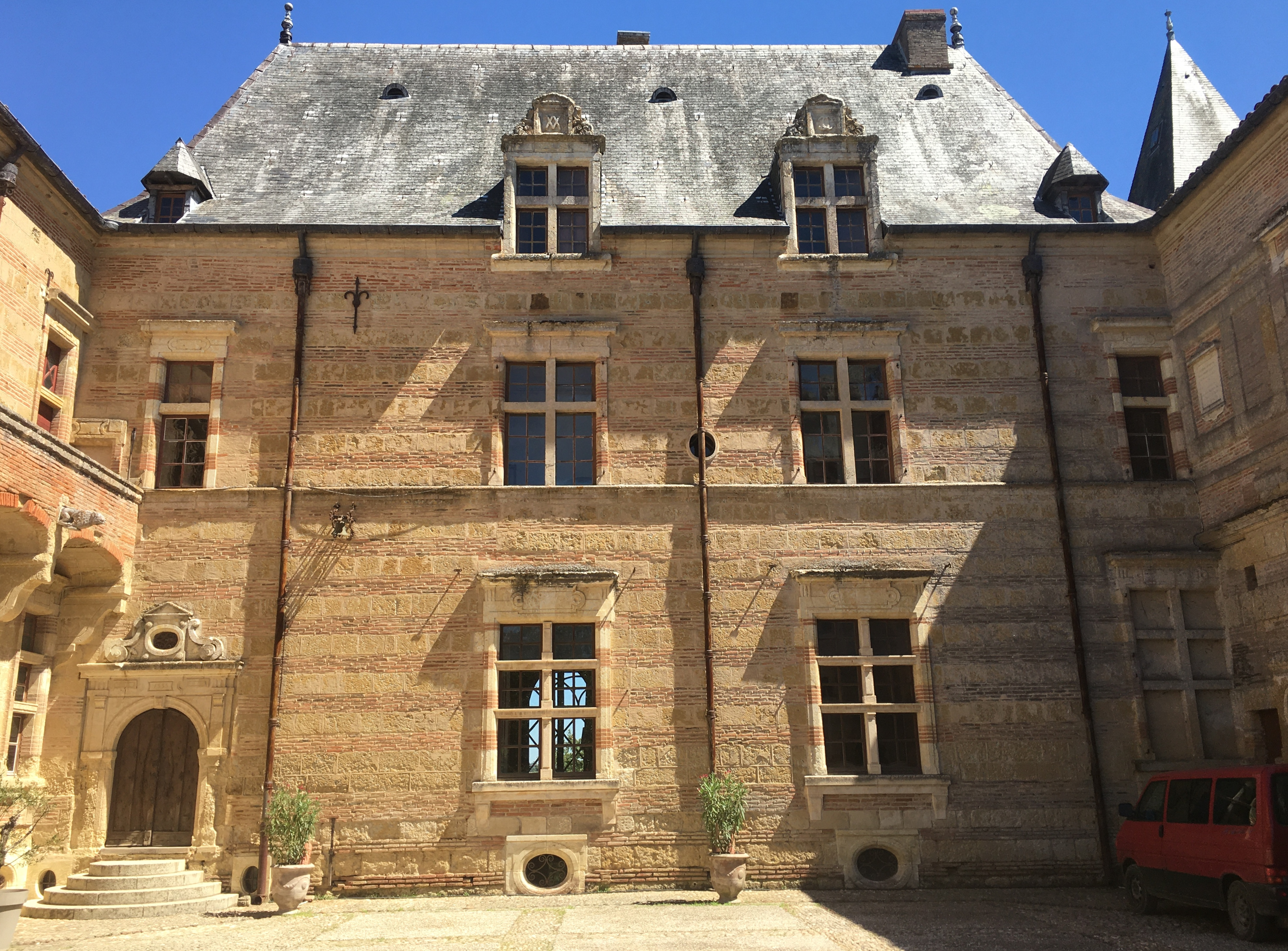
Façade principale dans la cour.
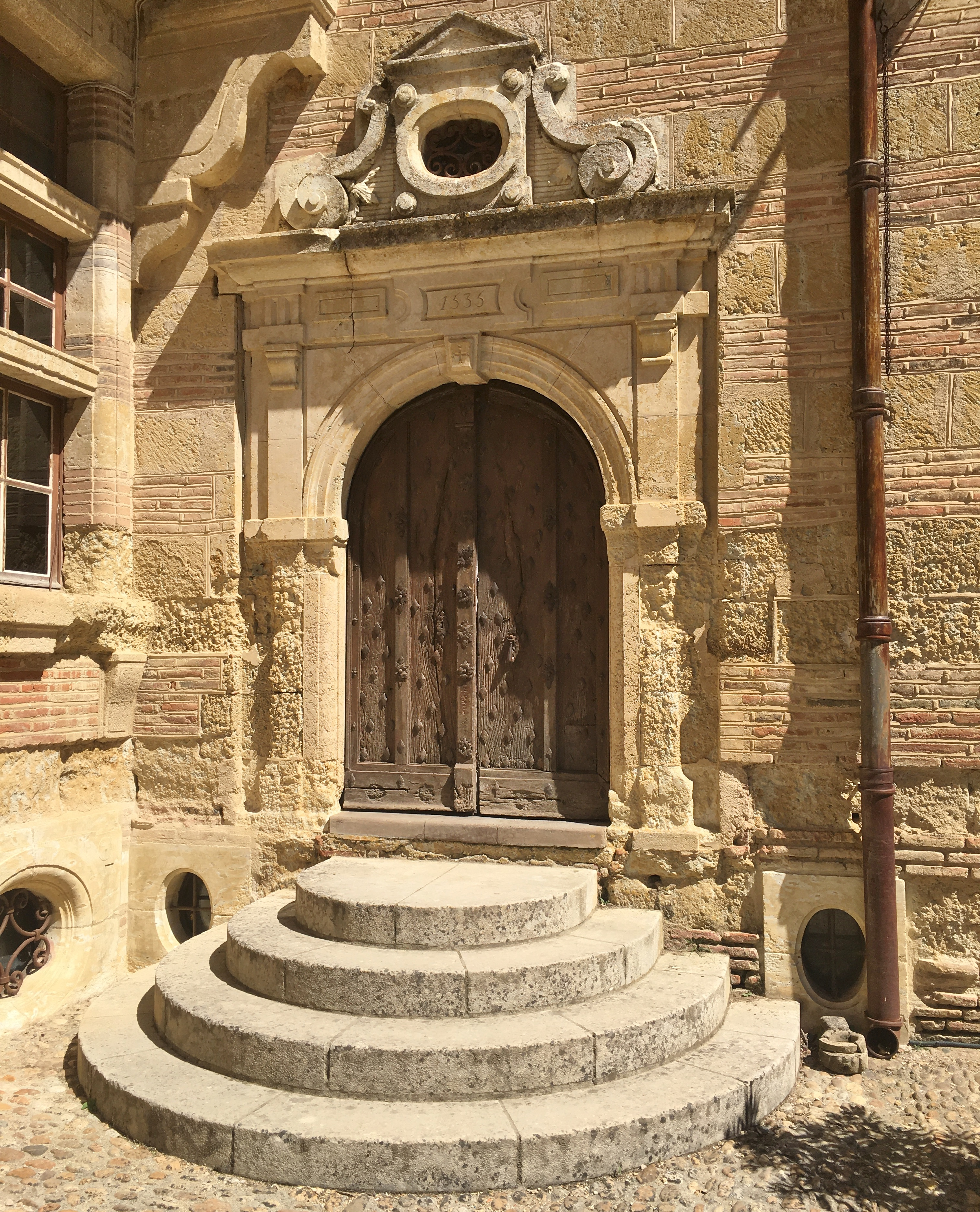
Porte Renaissance.
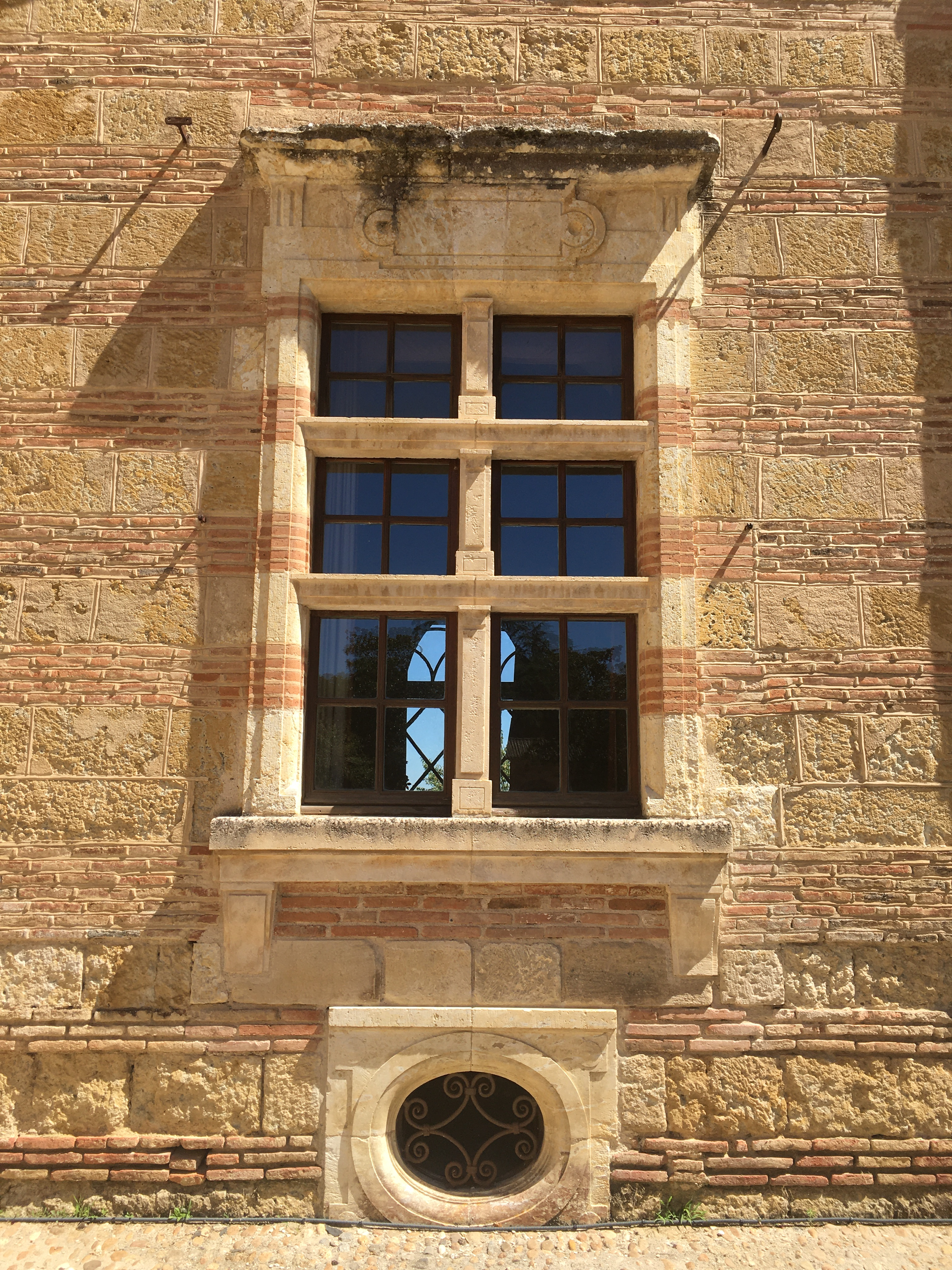
Fenêtre Renaissance.
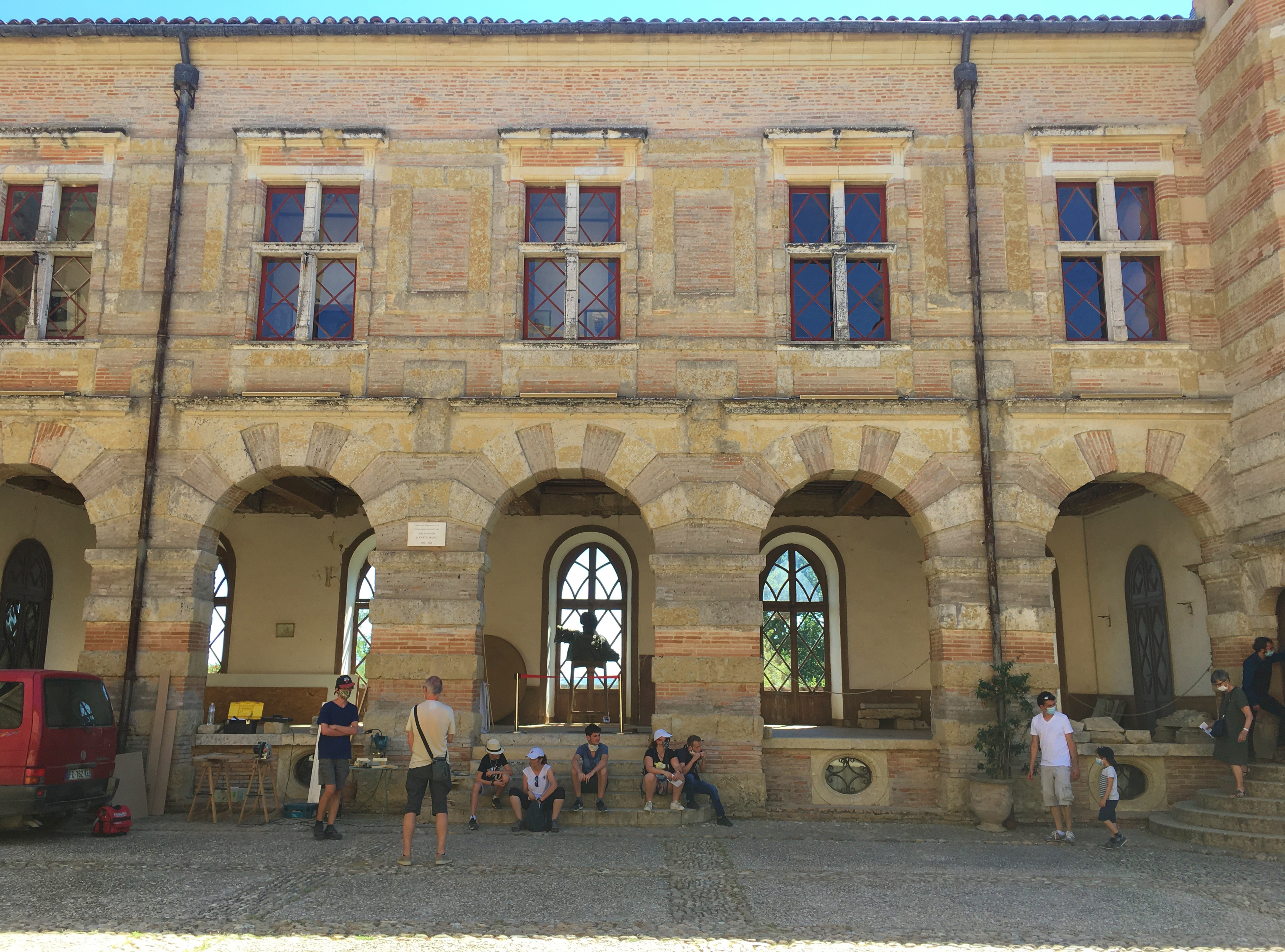
Façade latérale dans la cour.
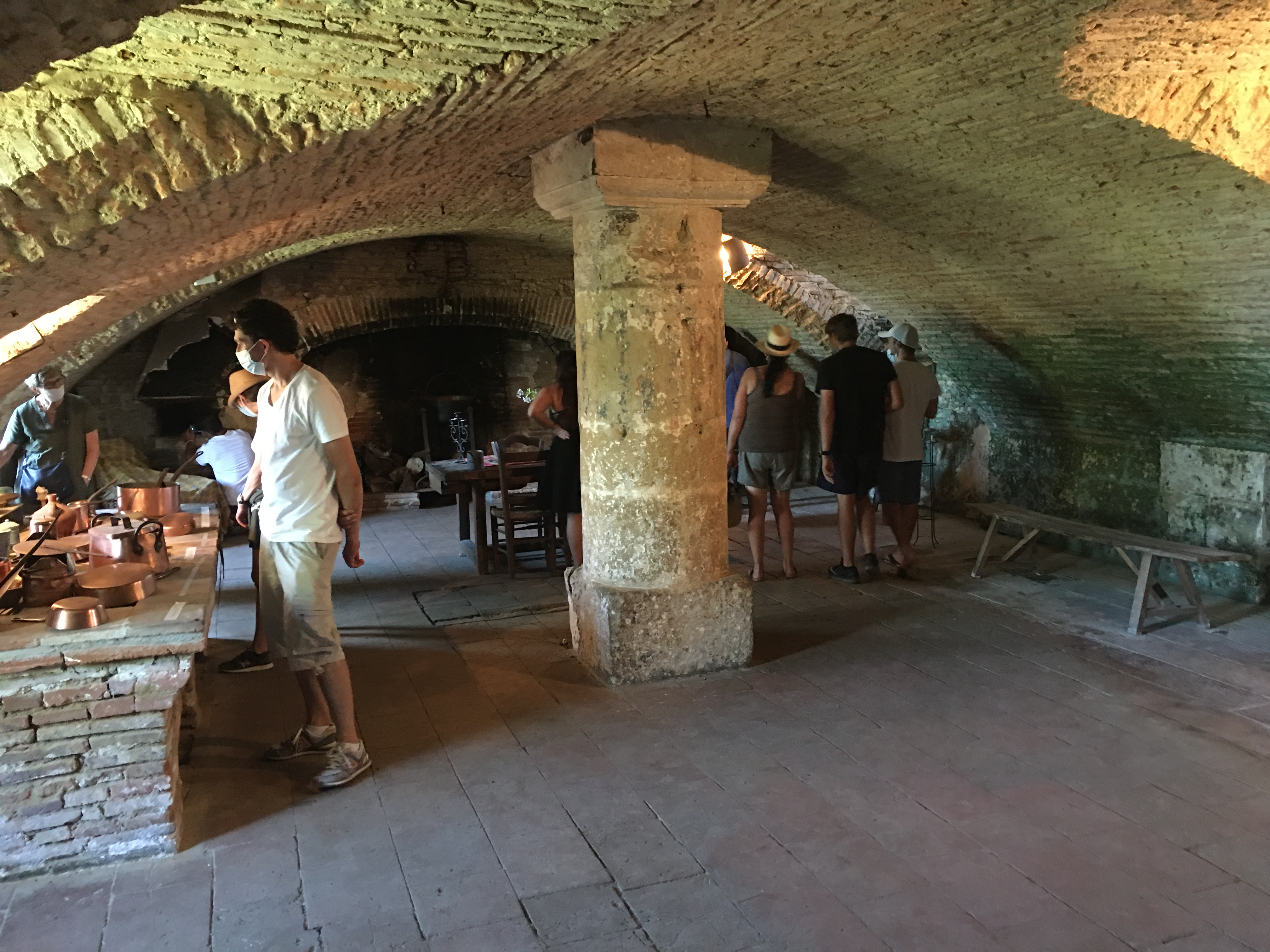
Salle voûtée en sous-sol.

## Protection
Le château fait l'objet d'un classement  au titre des monuments historiques depuis le 9 juin 1943, et le bâtiment des communs renfermant notamment les écuries (cadastrés A 178 et A 179) ainsi que le parc font l’objet d’un classement au titre des monuments historiques depuis le 30 mai 1984.
Le parc et les communs, dans sa partie délimitée sur le plan annexé à l'arrêté, avaient entre-temps fait l’objet d’une inscription au titre de l'inventaire supplémentaire des monuments historiques le 17 avril 1947.